# Смарагдова посудина
Смарагдова посудина (нім. Smaragdgefäß) — посудина зі смарагду, створена в 1641 році в Празі богемським ювеліром Діонізіо Мізероні на замовлення імператора Фердинанда II. Належить до регалій та клейнодів Австрії та зберігається в Імператорській скарбниці (філіалі Музею історії мистецтв) у Відні.

## Опис
Цей велетенський смарагд був знайдений в Колумбії в шахті Мусу, яка була відкрита іспанцями в 1558 році. Ймовірно, його купив імператор Рудольф II. Вперше згадується в описі колекції імператора Матвія в 1616 році. Імператор Фердинанд II замовив богемському ювеліру Діонізіо Мізероні (1607—1661) створити зі смарагду посудину.
Аби уникнути великих втрат при огрануванні смарагду, Мізероні слідував природній будові необробленого каменя, що складався з двох зрощених кристалів, чим і пояснюється його неправильна форма. Куполоподібна кришечка вирізана з видовбаної частини посудини. Робота була виконана Мізероні в 1641 році у Празі, а імператор заплатив за неї суму в 12 000 гульденів. Коли Мізероні привіз посудину до Відня, у нього залишились фрагменти смарагду, за які ювеліри запропонували йому золото та коштовні камені вартістю 2 500 гульденів.